# Port lotniczy Hat Yai
Port lotniczy Hat Yai – międzynarodowy port lotniczy położony 9 km od centrum Hat Yai. Jest jednym z największych portów lotniczych w południowej Tajlandii. W 2006 obsłużył 1,2 mln pasażerów.

## Linie lotnicze i połączenia
- AirAsia
  - Thai AirAsia (Bangkok-Suvarnabhumi)
- Orient Thai Airlines
  - One-Two-GO Airlines (Bangkok-Don Mueang)
- Thai Airways International (Bangkok-Don Mueang)
  - Nok Air (Bangkok-Don Mueang, Phuket)